# Paulo Freitas
Paulo Freitas (Porto, 3 giugno 1968) è un ex hockeista su pista e allenatore di hockey su pista portoghese.

## Palmarès

### Club

#### Competizioni nazionali
- Campionato portoghese: 4

Porto: 1989-1990, 1990-1991, 1998-1999, 1999-2000
- Supercoppa del Portogallo: 2

Porto: 1990, 1991
- Coppa del Portogallo: 2

Porto: 1997-1998, 1998-1999

#### Competizioni internazionali
- CERH European League: 1

Porto: 1989-1990

### Allenatore

#### Competizioni nazionali
- Supercoppa del Portogallo: 1

Sporting CP: 2015
- Elite Cup: 2

Sporting CP: 2016, 2018
- Campionato portoghese: 2

Sporting CP: 2017-2018, 2020-2021

#### Competizioni internazionali
- Coppa CERS/WSE: 1

Barcelos: 2015-2016
- CERH European League: 2

Sporting CP: 2018-2019, 2020-2021
- Supercoppa d'Europa/Coppa Continentale: 2

Sporting CP: 2019-2020, 2021-2022